# Serguéi Kiniakin
Serguéi Ivánovich Kiniakin –en ruso, Сергей Иванович Кинякин– (Bolshaya Sarovka, URSS, 6 de octubre de 1961) es un deportista bielorruso que compitió para la URSS en remo.
Ganó cuatro medallas de oro en el Campeonato Mundial de Remo entre los años 1986 y 1991.
Participó en tres Juegos Olímpicos de Verano, entre los años 1988 y 1996, ocupando el cuarto lugar en Seúl 1988 y el séptimo en Barcelona 1992, en la prueba de cuatro scull.

## Palmarés internacional
| Representando a la URSS |                          |                |              |
| Campeonato Mundial      |                          |                |              |
| Año                     | Lugar                    | Medalla        | Prueba       |
| 1986                    | Nottingham (Reino Unido) | Medalla de oro | Cuatro scull |
| 1987                    | Copenhague (Dinamarca)   | Medalla de oro | Cuatro scull |
| 1990                    | Tasmania (Australia)     | Medalla de oro | Cuatro scull |
| 1991                    | Viena (Austria)          | Medalla de oro | Cuatro scull |